# 3:44
3:44 – trzeci album studyjny polskiego zespołu hip-hopowego Kaliber 44, wydany 2 września 2000 roku nakładem oficyny S.P. Records. Pierwszy nagrany bez udziału byłego członka Magika, za to ze wsparciem członków towarzyszącego formacji kolektywu Baku Baku Skład: DJ-a Barta, WSZ i CNE. Krążek promowany był singlem „Konfrontacje/Rutyny”. W roku wydania przyniósł grupie nagrodę Fryderyka w kategorii „najlepszy album rap/hip-hop”. Reedycja albumu z 2021 roku dotarła do 3. miejsca zestawienia OLiS. 
Pochodzący z albumu utwór „Konfrontacje” w szybkim tempie dotarł na listy przebojów Polskiego Radia, ustanawiając rekord obecności i na liście przebojów Radiostacji (ponad dwieście tygodni). Piosenka znalazła się również w obyczajowym filmie Piep*zyć Mickiewicza, natomiast utwór „Litery” na ścieżce dźwiękowej filmu Cześć Tereska, oraz Mówią Bloki, Człowieku 2.

## Lista utworów
Opracowano na podstawie materiału źródłowego.
Album
| 1.  | „Jeden”                                                 | 0:40  |
|     |                                                         |       |
| 2.  | „Takie Jakie Jest" (gościnnie: WSZ & CNE)               | 3:47  |
|     |                                                         |       |
| 3.  | „Konfrontacje”[A]                                       | 2:37  |
|     |                                                         |       |
| 4.  | „Litery”                                                | 3:01  |
|     |                                                         |       |
| 5.  | „Baku Baku To Jest Skład” (gościnnie: WSZ & CNE)        | 5:37  |
|     |                                                         |       |
| 6.  | „Dwa”                                                   | 0:58  |
|     |                                                         |       |
| 7.  | „Rutyny”                                                | 3:04  |
|     |                                                         |       |
| 8.  | „Wena”[B]                                               | 3:25  |
|     |                                                         |       |
| 9.  | „Normalnie O Tej Porze”[C]                              | 4:23  |
|     |                                                         |       |
| 10. | „Trzy"                                                  | 1:18  |
|     |                                                         |       |
| 11. | „Co Robisz?”                                            | 3:34  |
|     |                                                         |       |
| 12. | „Masz Albo Myślisz O Nich Aż...”[D]                     | 3:52  |
|     |                                                         |       |
| 13. | „Baku Baku Ciężkie Jest Jak Cut” (gościnnie: WSZ & CNE) | 5:28  |
|     |                                                         |       |
| 14. | „Cztery"                                                | 2:16  |
|     |                                                         |       |
|     |                                                         | 44:00 |
|     |                                                         |       |
Notatki
- A^ W utworze wykorzystano sample z piosenki „Дом хрустальный (Kryształowy dom)” w wykonaniu Władimira Wysockiego[12].
- B^ W utworze wykorzystano sample z piosenki „Jak cię miły zatrzymać” w wykonaniu Teresy Tutinas[12].
- C^ W utworze wykorzystano sample z „La Gitana” Fritza Kreislera[13].
- D^ W utworze wykorzystano sample z piosenek „Duppy Conqueror” w wykonaniu Bob Marley & The Wailers[12].

## Twórcy
Opracowano na podstawie materiału źródłowego.

- Michał „Joka” Marten – wokal (2, 4–5, 9, 12–13), słowa
- Marcin „AbradAb” Marten – wokal (2–3, 5, 7–9, 11–13), produkcja (2–5, 8, 11–12), słowa
- Sebastian „DJ Feel-X” Filiks – skrecze, drumla (6, 14), produkcja (1, 6–7, 9–10, 13–14)
- Tomasz „CNE” Kleyff – wokal (2, 5, 13), słowa (2, 5, 13)
- Maciej „WSZ” Gnatowski – wokal (2, 5, 13), słowa (2, 5, 13)
- Bartosz „DJ Bart” Jabłoński – skrecze (5, 13)
- Piotrek Sawidzki – kontrabas (8, 13)
- Sebastian „Madmagister” Witkowski – syntezator, inżynieria dźwięku, produkcja muzyczna, miksowanie, mastering
- Tomasz Jakubowicz – zdjęcia
- Grzegorz „Forin” Piwnicki – okładka